# Roman Bedime
Roman Bedime (* 18. November 2001) ist ein deutscher Basketballspieler.

## Werdegang
Bedime spielte in der Jugend von Alba Berlin, im 2019/20 gehörte er in der Nachwuchs-Basketball-Bundesliga der Mannschaft des Vereins Berlin Tiger an. Er bestritt im durch die Covid-19-Pandemie gestörten Spieljahr 2020/21 zwei Einsätze in der 2. Regionalliga für die RedHawks Potsdam. 2021/22 war er in der 1. Regionalliga Nord mit 15,2 Punkten je Begegnung bester Korbschütze der Mannschaft der BG 2000 Berlin. Auch seine Mittelwerte von 9 Rebounds und 1,7 geblockten gegnerischen Würfen je Begegnung waren Höchstwerte bei den Berlinern.
Im Sommer 2023 holte ihn Trainer Hendrik Gruhn in die zweite Herrenmannschaft des SC Rasta Vechta. Mit den Niedersachsen stieg Bedime 2023 von der 2. Bundesliga ProB in die 2. Bundesliga ProA auf. Für Vechta II erzielte er im Laufe des Spieljahres 2023/24 in 32 Zweitligaspielen im Durchschnitt 8,8 Punkte sowie 5,8 Rebounds je Begegnung.
2024 gelang Bedime mit seinem Wechsel zu den Niners Chemnitz der Sprung in die Bundesliga.